# Thiendorf
Thiendorf – miejscowość i gmina w Niemczech, w kraju związkowym Saksonia, w powiecie Miśnia, do 31 grudnia 2015 siedziba wspólnoty administracyjnej Thiendorf. Do 29 lutego 2012 w okręgu administracyjnym Drezno.
1 stycznia 2016 do gminy została przyłączona gmina Tauscha stając się automatycznie jej dzielnicą.